# Manihot obovata
Manihot obovata là một loài thực vật có hoa trong họ Đại kích. Loài này được J.Jiménez Ram. mô tả khoa học đầu tiên năm 1990.